# Sidi Yahya El Gharb
Sidi Yahya El Gharb (arabisch سيدي يحيى الغرب, DMG Sīdī Yaḥyā al-Ġarb; Zentralatlas-Tamazight ⵙⵉⴷⵉ ⵉⵃⵢⴰ ⵏ ⵓⵜⴰⵔⴰⵎ) ist eine Stadt mit ca. 40.000 Einwohnern in der Gharb-Ebene in der Provinz Sidi Slimane in der Region Rabat-Salé-Kénitra im Norden Marokkos.

## Lage und Klima
Die Stadt Sidi Yahya El Gharb liegt am Südrand der fruchtbaren Gharb-Ebene in einer Höhe von ca. 18 m. Die Provinzhauptstadt Sidi Slimane liegt ca. 30 km (Fahrtstrecke) östlich; die Landeshauptstadt Rabat befindet sich ungefähr 82 km südwestlich. Das vom Atlantik beeinflusste Klima ist gemäßigt bis warm; Regen (ca. 740 mm/Jahr) fällt nahezu ausschließlich im Winterhalbjahr.

## Bevölkerung
| Jahr      | 1994   | 2004   | 2014   | 2024   |
| Einwohner | 29.965 | 31.705 | 37.979 | 39.946 |

Ein Großteil der heutigen Bevölkerung ist berberischer Abstammung und seit den 1960er Jahren vorwiegend aus dem Rifgebirge zugewandert.

## Wirtschaft
Bis ins frühe 20. Jahrhundert war die heutige Stadt kaum mehr als ein Bauerndorf bzw. ein Marktflecken (suq). Erst während der Französischen Kolonialzeit begann die Stadtentwicklung, die sich nach der Unabhängigkeit Marokkos (2. März 1956) noch verstärken sollte. Die Stadt bietet die wirtschaftliche und soziale Infrastruktur (Handel, Handwerk, Banken, Versicherungen, Schulen, Hospitäler etc.) für die Stadtbewohner und die Menschen in den Dörfern des Umlands.

## Geschichte und Sehenswürdigkeiten
Während des Protektorats und nach der Unabhängigkeit Französisch-Marokkos entwickelte sich der Ort allmählich zu einer Kleinstadt, der jedoch historisch oder kulturell bedeutsame Monumente fehlen.